# Лодвар
Ло́двар (англ. Lodwar, суах. Lodwar) — місто на північному заході Кенії, у провінції Рифт-Валлі. Адміністративний центр округу Туркана. 

## Географія
Розташований на захід від озера Туркана на автомобільній дорозі A1, на висоті 477 м над рівнем моря .

### Клімат
Місто знаходиться у зоні, котра характеризується кліматом помірних степів та напівпустель. Найтепліший місяць — березень із середньою температурою 31.1 °C (88 °F). Найхолодніший місяць — липень, із середньою температурою 28.9 °С (84 °F).
| Клімат Лодвара                            | Клімат Лодвара | Клімат Лодвара | Клімат Лодвара | Клімат Лодвара | Клімат Лодвара | Клімат Лодвара | Клімат Лодвара | Клімат Лодвара | Клімат Лодвара | Клімат Лодвара | Клімат Лодвара | Клімат Лодвара | Клімат Лодвара |
| Показник                                  | Січ.           | Лют.           | Бер.           | Квіт.          | Трав.          | Черв.          | Лип.           | Серп.          | Вер.           | Жовт.          | Лист.          | Груд.          | Рік            |
| Абсолютний максимум, °C                   | 38             | 38             | 40             | 38             | 38             | 38             | 37             | 45             | 43             | 41             | 38             | 38             | 45             |
| Середній максимум, °C                     | 34             | 35             | 35             | 33             | 33             | 32             | 32             | 32             | 34             | 35             | 33             | 33             | 33             |
| Середня температура, °C                   | 30             | 30             | 31             | 30             | 30             | 30             | 28             | 29             | 30             | 31             | 30             | 30             | 30             |
| Середній мінімум, °C                      | 25             | 25             | 26             | 26             | 26             | 26             | 25             | 25             | 26             | 26             | 25             | 25             | 26             |
| Абсолютний мінімум, °C                    | 16             | 17             | 20             | 18             | 17             | 18             | 18             | 17             | 20             | 17             | 17             | 18             | 16             |
| Норма опадів, мм                          | 11.6           | 9.2            | 27.8           | 57.1           | 29.8           | 9              | 21.3           | 10             | 6.2            | 10.6           | 24.4           | 14.6           | 231.6          |
| Днів з опадами                            | 1,7            | 2,7            | 3,8            | 7,3            | 4,6            | 2,5            | 3,1            | 2,5            | 2,3            | 3,1            | 4,5            | 2,7            | 40,8           |
| Вологість повітря, %                      | 41.7           | 42             | 45.8           | 52.8           | 53.1           | 51.8           | 52.6           | 50.5           | 47             | 46.6           | 46.4           | 44.2           | 47.9           |
| ----------------------------------------- | -------------- | -------------- | -------------- | -------------- | -------------- | -------------- | -------------- | -------------- | -------------- | -------------- | -------------- | -------------- | -------------- |
| Джерело: Weatherbase, Weatherbase (опади) |                |                |                |                |                |                |                |                |                |                |                |                |                |

## Населення
За оціночними даними на 2005 рік населення міста становить 19 113 осіб .

## Інфраструктура
У населеному пункті розташовуються лікарня, католицька церква та аеропорт Лодвар.

## Промисловість
У місті розвинені плетіння кошиків і туризм.